# Sophie Cookson

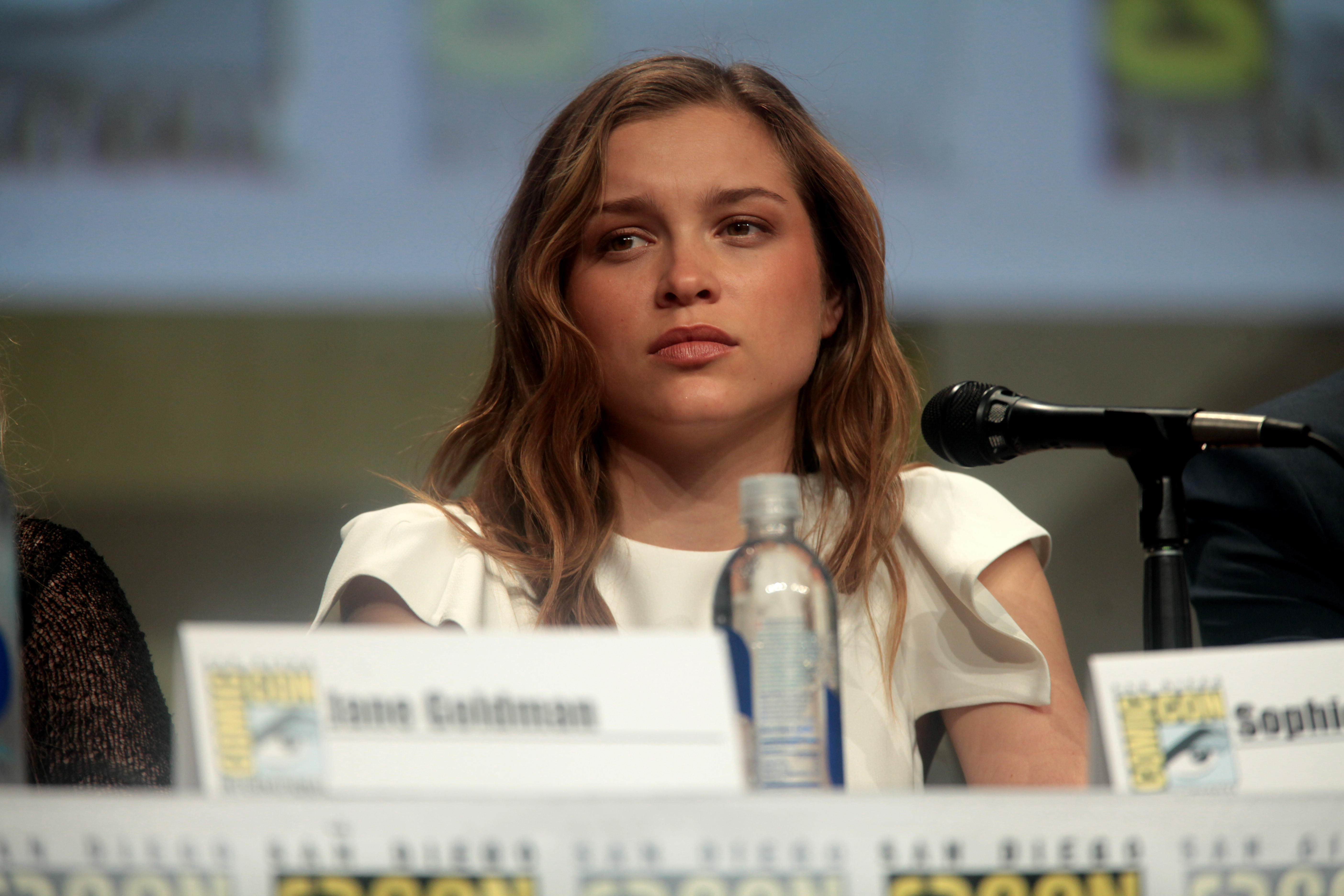
Sophie Cookson (2014)

Sophie Cookson (* 15. Mai 1990 in Haywards Heath) ist eine britische Film- und Theaterschauspielerin.

## Leben
Sie wurde 1990 in der englischen Grafschaft West Sussex geboren. Ihre Eltern, Colin und Maria Louise Cookson, förderten schon früh die künstlerische Kreativität ihrer Tochter. Sie besuchte die Woodbridge School in Woodbridge, Suffolk, und machte 2013 ihren Abschluss an der Oxford School of Drama.
2014 wurde sie durch die Darstellung der Geheimagentin Roxanne „Roxy“ Morton in dem Spionagefilm Kingsman: The Secret Service und dessen Fortsetzung The Golden Circle (2017) bekannt. 2018 stand sie neben Orlando Bloom in der dunklen Komödie Killer Joe von Tracy Letts auf der Bühne der Trafalgar Studios in London.

## Filmografie (Auswahl)
- 2013: Moonfleet (Fernsehfilm)
- 2014: Rosamunde Pilcher – Mein unbekanntes Herz (Fernsehreihe)
- 2014: Kingsman: The Secret Service
- 2016: The Huntsman & The Ice Queen (The Huntsman: Winter’s War)
- 2017: Kingsman: The Golden Circle
- 2017: The Crucifixion
- 2017: Gypsy (Fernsehserie, 10 Episoden)
- 2018: Geheimnis eines Lebens (Red Joan)
- 2018: Ashes in the Snow
- 2019: Greed
- 2019–2020: Die skandalösen Affären der Christine Keeler (The Trial of Christine Keeler, Miniserie, 6 Episoden)
- 2021: Infinite – Lebe unendlich (Infinite)
- 2022: Das Geständnis der Frannie Langton (The Confessions of Frannie Langton, Miniserie, 4 Episoden)
- 2023: Stockholm Bloodbath
- 2024: This Time Next Year (auch Drehbuch)